# مشروع النهضة (مصر)
مشروع النهضة هو مشروع أطلقته جماعة الإخوان المسلمين في عام 2012 حينما قامت بترشيح المهندس خيرت الشاطر رئيسا للجمهورية لكنه قد تم استبعاده من سباق الرئاسة فقامت الجماعة بترشيح الدكتور محمد مرسي ليحمل هو المشروع بدلا من الشاطر.
وقد كشف الدكتور عبد الله شحاتة - رئيس اللجنة الاقتصادية لحزب الحرية والعدالة- أن مشروع النهضة الذي أعلنت عنه جماعة الإخوان في الفترة السابقة لم يتم الانتهاء منه بعد ولازال يخضع للدراسة، مشيراً أن هناك العديد من اللجان الفنية التي تعمل في كافة التخصصات والمجالات للانتهاء منه في أقرب وقت ممكن لعرضه على الوزارات المعنية لاستطلاع رأيها فيه بتاريخ 9 أكتوبر 2012 .
- في عام1997 كانت أول محاولة الاعداد مشروع النهضة وظهرت في كتاب (اساسيات المشروع نهضة الامه-قراءة في فكر حسن البنا) للدكتور عبد الحميد الغزالي واخرون.
- في عام 2004م نجحت فرق العمل داخل وخارج مصر في وضع الإطار الفكري والاستراتيجي للمشروع بكامله.
- في مارس2011 تم تكليف المهندس خيرت الشاطر بادارة فريق العمل لوضع الاجراءات التنفيذيه والخطط اللازمة واصبح للمشروع اطار تنفيذي تفصيلي يشمل التمويل والتشغيل والمراحل.
- مشروع النهضة هو حصاد الجهد ما يقرب من 1000 عالم وخبير ومتخصص ومعظمهم من غير الاخوان وقد عمل علي صياغته 16لجنه استشاريه متخصصه.
- كما قامت فرق العمل بزيارة أكثر من 50 دوله لنقل تجاربهم ومن هذه الزيارات تم التوصل الي25 تجربه رائده في25 دولة حتي يجمه مشروع النهضة تجارب النجاح في كل العالم. ولنتعرف سويا على مشروع النهضة: يحتوى المشروع على عدة ركائز هامة وهناك فروع تخرج من تلك الركائز:

## البرنامج السياسي ونظام الحكم
النظام السياسي يرتكز على الشريعة الإسلامية كمصدر أصلى وأساسى في مشروع النهضة وكذلك توزيع السلطات وعدم احتكارها بين رئيس الجمهورية ووزارة وبرلمان وركائز البرنامج السياسى 
1. النظام الديموقراطى:
  - تبنى مبدا الشورى في كل مناحى الحياة وفي كل مؤسسات الدولة وجعل مصر دولة دستورية وضرورة تقسيم السلطات إلى سلطة قضائية (القضاء) وأخرى تنفيذية (الحكومة) وأخرى تشريعية (البرلمان بغرفيتيه)كل منها اختصاصه مع ضرورة الفصل بينهم وكذلك انتخاب معظم قيادات الدولة بدلا من تعيينهم وكذلك دعم وتعزيز التعددية الحزبية
2. المرجعية الإسلامية:
  - عدم جعل مصر دولة دينية تحكمها رجال الدين أو عسكرية أو حتى بوليسية وإنما دولة مدنية ذات مرجعية إسلامية ينتخب فيها الأفراد القيادية في الدولة
  - بالإضافة إلى انتقاء الأفراد التي تتسم بالخبرة والكفاءة في تولى المناصب الحساسة في الدولة
  - أيضا صيانة حقوق الإنسان وعدم إهانته وتعديل كل قانون أوتشريع ينتهك حقوقه أو يضيق على حريته مهما كان لونه أودينه اوجنسه وكذلك إطلاق حرية الاعتقاد والحرية السياسية والاجتماعية مع وضع ضوابط لها حتى لاتتحول لفوضى
  - إقامة بين الأفراد وعدم التمييز بينهم مثلما كان يفعل نظام مبارك السابق
  - تمكين المرأة من المشاركة في الحياة السياسية والاجتماعية ودعمها وإفساح المجال لها
  - إعادة الاعتبار للمؤسسات الدينية مثل الأزهر والكنيسة والعمل على استقلالها
3. الدولة العصرية:
  - استقلال الدولة عن النظام السياسى لمنع ظهور الحاكم المستبد وتنشيط مبدأ اللامركزية
  - امكانية محاسبة السلطة التنفيذية وفصل الأجهزة الرقابية عن السلطات التنفيذية للدولة لكى تعمل بحرية مطلقة وأيضا لإحالة مخالفات السلطة التنفيذية إلى القضاء ودعم حرية الصحافة والنشر ودعم حرية التعبير بالنسبة للأفراد أوحتى الجماعات
  - حفظ سيادة القانون والعمل على استقلال القضاء واحترام أحكامه واعتبار كل من تخاذل في تنفيذ أحكام القضاء مجرما لابد من محاسبته سواء بالعزل أو السجن وخضوع سلطات الدولة للقانون
  - إدراج حزم التشريعات والقوانين التي تحافظ على البيئة والحقوق البيئية للمواطنين بشكل عرضى في كافة القطاعات الصناعية والزراعية والإنتاجية والتخطيط العمرانى ومشاريع البنية التحتية مما يعيد التوازن بين استهلاك الإنسان للبيئة وبين قدرة البيئة على استعادة حيويتها وإدراج مواد الحفاظ على البيئة في المناهج التعليمية لتوعية الأجيال في الحفاظ على البيئة

## العدالة الاجتماعية
لقد كانه ضياع مبادئ العدالة الاجتماعية سببا من أسباب قيام ثورة 25 يناير وتطبيق العدالة الاجتماعية أحد أسبابها ومشروع النهضة لديه رؤية في إقامة العدالة الاجتماعية وحل مشكلاتها من بطالة وغلاء أسعار وعنوسة وأطفال الشوارع وغيرها وهذه الرؤية تتمثل في: 
1. مواجهة الغلاء:
  - تفعيل قانون حماية المنافسة لمنع الاحتكار الذي يسبب غلاء الأسعار
  - قيام الدولة بوضع تسعيرة مناسبة للاسعار عند الضرورة ولفترات محدودة وفرض رقابة صارمة على الأسعار
  - الدعوة إلى الالتزام بشروط الجودة لضمان سلامة وأمن المواطنين
  - العمل على الاكتفاء الذاتى من السلع الأساسية مثل الزيت والسكر والقمح واللحوم والقطن
  - دعم وتفعيل دور جمعيات حماية المستهلك لتوعية المستهلك بحقوقه من أهمها سلامة المنتج والتعويض عن الأضرار التي يمكن ان يتعرض لها
  - العمل على ترشيد سياسة الخصخصة وضبطها ضمن سياسة واضحة وخصوصا الصناعات الاستراتيجية
  - تنشيط الاستهلاك المحلى وترشيد الاستيردات
2. مكافحة ظاهرة الفقر:
  - لدى مشروع النهضة خطة لمكافحة الفقر وتحقيق العدالة الاجتماعية بين مواطنين القطر الواحد والخطوات كالآتى:
  - عمل قاعدة بيانات حقيقية عن الفقر في مصر واعتبار الخطوة التي اتخذها البنك الدولى عن تحديد ألف أفقر قرية فقيرة خطوة لاستكمال قاعدة البيانات
  - تعديل قانون الضرائب حيث يحقق العدالة الاجتماعية بين أفرد المجتمع ويمنع التهرب الضريبى ويعمل على إنصاف أصحاب الدخول الثابتة وخاصة العاملين بالدولة
  - تفعيل الزكاة والصدقات والوقف بما يتيح فرص العمل للفقراء ويمنحهم أدوات الحرف حتى يخرجوا من دائرة الفقر والحاجة إلى دائرة العمل والإنتاج
  - إعادة توزيع الدخول بما يحقق العدالة الاجتماعية ويضمن حصول كل فرد على أجر يكفى الحد الأدنى من متطلبات الحياة، وكذلك تحديد حد أدنى للأجور وبالتالى تحديد حد أقصى وجعل الحوافز والمكافآت حسب آداءالعامل أوالموظف
  - تعديل قانون التأمينات الاجتماعية، بما يجعل مظلة التأمين الإجتماعى تشمل كل طوائف المصريين وخاصة المستفيدين من معاش الضمان الإجتماعى
  - دعم المشروعات الصغيرة والمتناهية الصغر، حيث يقدم لها القروض لتطويرها، وتسهيل الإجراءت للحصول عليها
  - تطوير الدور الاجتماعى لرجال الأعمال
3. معالجة مشكلة البطالة: 
  - تتضارب أرقام البطالة في مصر حيث أن الإحصاءات تشير أنها من 9 - 12% إلا أنها متفشية في كل مكان في مصر، وفي كل بيت ومشروع النهضة يقوم بحلها كالآتى:
    - أولا: بالنسبة للأجل القصير: 
      - إنشاء صندوق قومى لمنح إعانات بطالة وتسهيل الإجراءات للحصول على الإعانات وذلك من وجود مشروع قانون ينظم ذلك مع وجود قاعدة بيانات حقيقية عن البطالة
      - إعادة تشغيل الطاقات المعطلة الموجودة في جميع نواحى القطاع القومى
      - إعادة النظر في سياسات الخصخة مع الحفاظ على المشروعات العامة الناجحة
      - العمل على تحسين مناخ الاستثمار وتذليل عقبات انطلاق القطاع الخاص
      - النهوض ببرامج الخدمات الصحية والتعليمية العامة التي بدورها تستوعب عددا كبيرا من الخريجين
      - التوسع في برامج التدريب للمهن المختلفة

    - ثانيا: بالنسبة للأجل الطويل: 
      - العمل على إيجاد فرص عمل منتجة، ويتحقق ذلك من وجود دفعة قوية للاستثمار، والنمو في مختلف القطاعات الاقتصاد القومى من خلال دفع الجهاز المصرفى لتشغيل المدخرات غير الموظفة والتي تبلغ نصف تريليون جنيه
      - الارتفاع بمستوى الاستثمارات القومية بمالايقل عن 30% من الناتج البعيد، حيث يمكن استيعاب الأعداد الداخلة سنويا في سوق العمل
      - الاستفادة من الاستثمارات الأجنبية مباشرة بشكل حقيقى لانشاء مشروعات جديدة والبعد قدر المستطاع عن صورة نقل وكذلك عدم تركيز الاستثمارات الأجنبية في الصناعات الاستخراجية فحسب
      - الاهتمام بنوع التكنولوجيا المناسب لمشروع التنمية في مصر وخاصة في المراحل الأولى، حيث من الواجب التركيز على الصناعات كثيفة العمالة
      - إعادة التوازن بين متطلبات سوق العمل وعدد الخريجين
4. تحسين أوضاع العمال والفلاحين:
  - إعادة هيكلة الأجور في مصر، حيث يكون هناك حد أدنى يكفى متطلبات الحياة وفي نفس الوقت يوجد حد أقصى له علاقة بالحد الأدنى
  - تعديل بعض قوانين التأمنيات لضمان وتحقيق الشفافية حول أموال التأمينات
  - تعديل بعض مواد قناون التأمينات والمعاشات 79 لسنة 1975، لتغطى مظلة التأمينات جميع المصريين
  - تعديل بعض قانون العمل 12 لسنة 2003 بما يصنع توازنا عادلا بين صالح العمال ورجال الأعمال، وبين تحقيق خدمات وظروف أفضل للعمال
5. معالجة ظاهرة أطفال الشوارع
6. تحسين أوضاع أصحاب المعاشات
7. تحسين ظروف ذوى الاحتياجات الخاصة
8. تأمين صحى للفلاحين وصندوق لدعم المحاصيل

## التمكين المجتمعي
1. استقلال المجتمع الأهلى
2. منظومة البيئة النظيفة وتشمل:
  - الحفاظ على البيئة الطبيعية
  - تنمية البيئة العمرانية
  - الحفاظ على الموارد الطبيعية
  - منع التلوث

## التنمية البشرية الشاملة
1. بناء المواطن المصري وتشمل الاهتمام بكل من: 
  - المرأة
  - الشباب
  - الرياضة
  - الطفل
  - الاسرة
2. التعليم والبحث العلمي:
  - التعليم الأساسى والثانوى
  - التعليم الجامعى
  - التدريب المهنى والفنى
  - البحث العلمي
3. الإسكان:
4. منظومة الرعاية الصحية:

## الاقتصاد التنموي
1. الرؤية الاقتصادية
2. التنمية في البرنامج الرئاسى
3. أهداف البرنامج الإقتصادى
4. الدور الإقتصادى للدولة وهو: 
  - محاربة منظومة الفساد
  - السياسات الاقتصادية
  - الاستغلال المسئول والأمثل للموارد
  - معالجة الاقتصاد الموازى (غير الرسمي)
5. قضايا اجتماعية ملحة: 
  - مكافحة الفقر وغلاء المعيـشة
  - العدالة الاجتماعية
  - العمالة والتشغيل
  - الإصلاح المؤسسى
  - الزكاة والأوقاف
6. دور القطاع الخاص:
7. التنمية القطاعية 
  - قطاع الزراعة والصيد
  - قطاع مياه الشرب والصرف الصحى
  - قطاع النقل والمواصلات
  - قطاع الكهرباء (المتجددة والتقليدية)
  - التعدين
  - المشروعات الصغيرة والمتوسطة
8. مشروع الريادة المصرية 
  - أهداف مشروعات الريادة المحلية
  - أمثلة لمشروعات الريادة المحلية
9. مشروعات القومية: 
  - مشروع تنمية الساحل الشمالي الغربي
  - مشروع تعمير سيناء
  - مشروع وادى التكنولوجيا بالإسماعلية
  - مشروعات قطاع النقل واللوجيستيات
10. آليات التنمية القطاعية والجغرافية

## منظومة الأمن والأمان
1. محاور تطوير القطاع الأمنى

## الريادة الخارجية
1. العلاقة المصرية بدوائر الانتماء المتعددة 
  - دائرة الانتماء العربية
  - دائرة الانتماء الإسلامية
  - دائرة الانتماء الإفريقية
2. العلاقات المصرية الأمريكية
3. العلاقات المصرية الأوروبية
4. العلاقات المصرية الآسيوية
5. العلاقات المصرية مع باقى دول العالم

## انتقادات
صرح المهندس خيرت الشاطر أن مشروع النهضة -على عكس ما يوحي به الإعلام- ليس له برنامج واضح محدد نهائي يفرض على الناس. وإنما يتم تجهيز مشروع مبدئي مقترح ليطرح للحوار لكل النخب والقوى السياسية في مصر ويتم النقاش فيه حتى تستقر أغلب الإتجاهات الفكرية والقوى السياسية على الصورة النهائية للمشروع. وهو ما اعترض عليه الكثير على أساس أن المصريين انتخبوا مشروع النهضة على أنه جاهز للتنفيذ وبالتالي لا حاجة للتحاور مع القوى السياسية لأن الانتخابات حسمت هذه الخلافات.
ويري الكثير أنه لا يوجد أي انعكاس لمشروع النهضة على الواقع السياسي المصري في الستة أشهر الأولي لتولي الرئيس مرسي. مما يجلب إلى الأذهان تساؤلات حول مدى جدية الجماعة في طرح هذا المشروع وما إذا كان يعبر عن نية حقيقية في نهوض مصر أم مجرد واجهة انتخابية براقة.